# Via Postumia

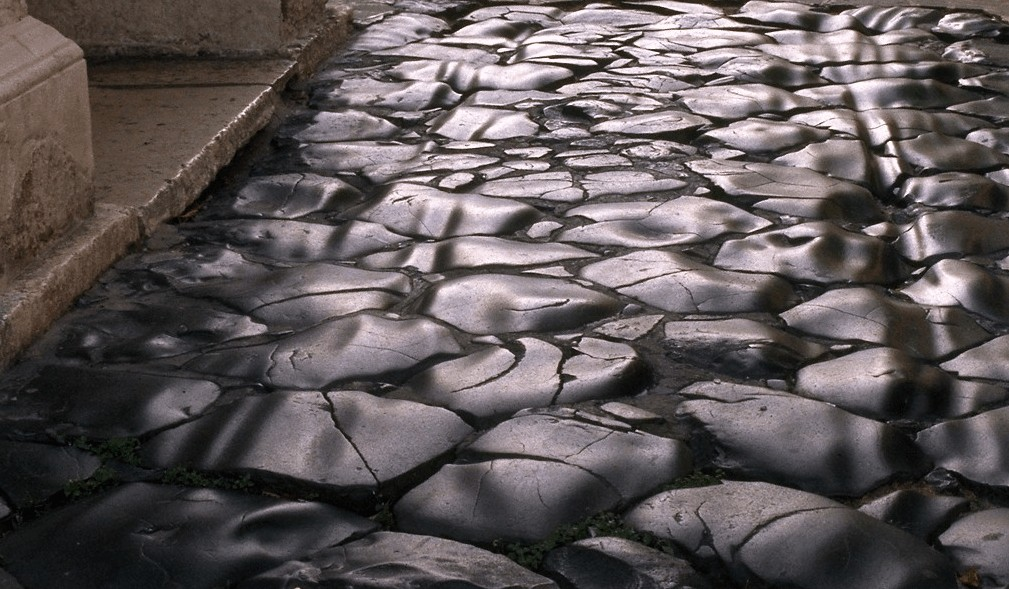
A via Postumia egy rekonstruált szakasza Veronában

A via Postumia az ókori Római Birodalom egyik távolsági útja volt, építését i. e. 148-ra fejezték be. Genovából indult Veronán át Aquileiáig, onnan Emonán, Celeián, Poetovión át Halicanumig, ahol kettévált: északi ága Sallán, Savarián és Scarbantián keresztül Carnuntumba vezetett (Borostyánkőút), északkeleti ága a Balaton (Valcum, Triccianae) érintésével Gorsiumon át Aquincumban ért véget.
Fontos katonai és kereskedelmi útvonal volt. A belőle kiágazó egyéb utakkal együtt feladata volt Raetia, Noricum és Pannonia provinciák ellátásának biztosítása.

## A Postumiáról kiágazó utak
Az Alpokon túli provinciákat a via Postumiáról kiágazó utak látták el, amik már az őskor óta használt kereskedelmi útvonalak voltak, amiket a rómaiak építettek át korszerűbbre. Az eredeti, Verona-Aquileia szakasz hossza kb. 530-540 kilométer volt.
Az utak építése mindenütt Augustus korában kezdődött és Claudius alatt fejeződött be. Mire ezek az utak kiépültek, addigra kijelölték a provinciák fővárosát is. Claudius alatt Raetiában Augusta Vindelicum, Noricumban Virunum, Pannoniában pedig Savaria lett a székhely.

### A Raetiába kiágazó út
Raetiába Veronából ágazott el egy északi út, ehhez csatlakozott egy másik út, amely az Adriai-tenger Altinum nevű kikötőjéből indult, és a via Postumiát keresztezve, Tridentumnál érte el ezt az utat. A hágó után Pons Drusin (Bolzano) át az út Augusta Vindelicumba (Augsburg) érkezett. Ez az út a Brenner-hágó felett kapaszkodott, a Lech völgyét követve. Magát a Brennert a 2. században nyitották meg 1374 méter hosszan. A raetiai útról két felirat számol be, ezek szerint az út neve via Claudia Augusta. Feltételezhetően Claudius császár alatt fejezték be az út kiépítését. Az Altinumban talált felirat szerint a via Claudia Augusta teljes hossza 517 km.

### A Noricumba kiágazó út
Noricumba Aquileiánál ágazott ki az út a via Postumiáról, észak-északnyugati irányba. Ez az út az Isonzó völgyében haladt, Iulium Carnicum (Zuglio) közelében elfordult északkelet felé. A Dráva átszelése után Magdalensberg lábához érkezett, illetve Virunumba, a későbbi Zollfeldre, a mai Klagenfurt mellé. Ezután az északkeleti irányt tartva érkezett az út a Dunához. Az út hossza 520-540 kilométer volt.
Az Aquileia-Virinum szakasznak volt egy rövidebb, de csak mellékút minőségű szakasza Forum Iulii (Cividale) érintésével, de ez meredek és télen szinte járhatatlan volt, ezért épült egy sokkal biztonságosabb, ám hosszabb út Claudius császár idejében. Ezen enyhébb kapaszkodók voltak, és ez lett a hivatalos állami út. Ez utóbbi út miatt meg kellett hosszabbítani a via Postumiát. A nyomvonalat a lehető legegyenesebb vonal mentén tűzték ki: tartották a Dertona-Aquileia irányt. Szinte végig sík területen haladt, egyetlen emelkedő volt rajta, az Atrans (Trojane), de ez már nem volt olyan veszélyes, mint a hágók. A túloldalon Celeiánál (Celje) ágazott le az út a Postumiáról, majd visszakanyarodva északnyugatra ért el a Magdalensberg lábához illetve Virunumba. Innen már egy északi útszakasz ért fel a Dunához.

### A Pannoniába kiágazó út
Pannoniába Celeiáig ugyanezt az utat használták, majd továbbépült az út és Poetovionál (Ptuj) kelt át a Dráván, és Halicanumnál, a murai átkelőhelynél volt a következő kiágazás észak felé. Ez az út a Dunát Carnuntumnál érte el, a közbenső állomások Savaria, Scrabantia voltak, az utat pedig ma Borostyánkőútnak hívjuk. Halicanumtól a via Postumia vezetett tovább északkelet felé, és érintve a Balatont Aquincumnál érte el a Dunát. A Postumia Aquileia-Aquincum szakaszának a neve nem ismert. Más utak esetében, például a via Aemiliánál az északi meghosszabbítás neve via Aemilia minor, secunda vagy Altinata, így elképzelhető, hogy a Postumiának is volt hasonló neve a pannoniai szakaszon.
Aquileiától számolva a Borostyánkőút hossza Carnuntumig 540-560 kilométer, az Aquincumig tartó szakasz 550-570 kilométer.

## Az utak szerepe
A három provincia számára több mint 4 évszázadon át Aquileia képviselte Rómát, kulcshelyzetben volt a hadi felvonulás, kereskedelem és a közigazgatás szempontjából. Carnuntum és Aquincum, mint a két végállomás egymást segítették vagy gyengítették, ezért is támogatta őket a politika. Az utakat folyamatosan karbantartották a melléjük épített erődökkel együtt.
Az úton zajló kereskedelem először a megszálló hadsereg majd az újonnan érkezett telepesek igényeit szolgálta az itáliai importtal. Ezután már a helyi ipar megteremtését segítette elő, amikor is itáliai vállalkozók az új pannoniai településeken leányvállalatokat hoztak létre, így a tömegcikkek olcsóbbakká válhattak. A mesterek is áttelepültek az új piacok közelébe. A harmadik lépcsőben már nem az itáliai mesterek, hanem a helyi kézművesek állították elő a termékeket, elsősorban az adott helyen ismeretlen építőanyagokat, üvegeket, agyagmécsest, terra sigillatát, ékszert, nem is egyszer kiváló minőségben. Ebben a folyamatban az 1. században a Borostyánkőút vitte a főszerepet az áruk minőségében és mennyiségében egyaránt.
Az áruk és fennmaradt névanyag azt bizonyítják, hogy a Postumia Aquincumig meghosszabbított szakasza egyidős a Borostyánkőúttal. A Tiberius és Claudius korabeli terra sigillaták, üvegek, mécsesek és feliratok azt bizonyítják, hogy ezen a vonalon már ezekben a korai időkben is itáliai nagybirtokosok éltek, akik korszerű mezőgazdasági módszereket vezettek be, bár a Balaton környékén nagy területen elszórtan megtalálható villák lakói nem jelentettek akkora felvevőpiacot, mint a Borostyánkőút menti települések és kisebb táborok.
Kisebb táborok a Halicanumtól Aquincumig terjedő szakaszon is voltak, és az ezekben állomásozó csapatok a felsorolt árukat szintén vásárolták.